# Maria Cristina, Princesa Miguel de Kent
Maria Cristina, Princesa Miguel de Kent (nascida: Marie-Christine Anna Agnes Hedwig Ida von Reibnitz; Karlovy Vary, 15 de janeiro de 1945) é a esposa do príncipe Miguel de Kent, neto do rei Jorge V e da rainha Maria de Teck.
Maria Cristina é uma designer de interiores e escritora, tendo publicado vários livros sobre as família reais da Europa. Ela também realiza seminários e apoia seu marido em seus trabalhos públicos. Miguel e sua esposa não realizam deveres oficiais, porém ocasionalmente já representaram a rainha Isabel II em funções internacionais.

## História familiar
Nascida em Carlsbad, na época Protetorado da Boêmia e Morávia (hoje Karlovy Vary, República Tcheca) a princesa Miguel de Kent é filha do barão alemão Günther Hubertus von Reibnitz (1894-1983), filho do Barão Hans Egon von Reibnitz (1856-1918), que se casou com a baronesa Ida von Eickstedt (1867-1937) e de sua ex-esposa austro-húngara, a condessa Maria Anna Szapary de Muraszombath, Széchysziget e Szapár (1911-1988), filha do conde Frigyes Szapáry e da condessa Hedwig von Szapáry. Através de sua mãe, a princesa é descendente de Diana de Poitiers, a reputada amante de Henrique II da França, e de Catarina de Médici (esposa de Henrique II).
Após o divórcio dos Reibnitz, seu pai, um membro honorário do partido nazista que foi, mais tarde, erroneamente acusado de ter sido membro da Schutzstaffel, mudou-se para Moçambique, no sudeste africano, onde comprou uma fazenda.[carece de fontes?]
Marie-Christine, sua mãe e seu irmão (o barão Friedrich von Reibnitz, que agora vive em Camberra) mudaram-se para a Austrália, onde sua mãe administrou um salão de beleza. O barão Friedrich (Fred) tornou-se um funcionário público do governo australiano. Sua mãe acabou se casando com o polonês Tadeu Koczorowski (1911-1989), com quem teve um filho, Maciej. Ela também tem uma meia-irmã, Margarita, nascida em 1924 e fruto do primeiro casamento de seu pai com a condessa Margherita von Seherr-Thoß.
Em Sydney, Marie-Christine foi educada no convento Rose Bay, uma escola católica para meninas, dirigida por freiras da ordem do Sagrado Coração de Jesus.

## Casamentos
Seu primeiro marido foi o banqueiro Thomas Troubrige, irmão mais novo de sir Peter Troubridge, 6° baronete. Eles se conheceram durante uma caçada de javali na Alemanha. Maria Cristina e Thomas Troubridge casaram-se em 14 de setembro de 1971, em Chelsea Old Church de Londres. Naquele tempo, ela trabalhava como decoradora de interiores. O casal separou-se em 1973 e divorciou-se em 1977. O casamento foi formalmente anulado pela igreja Católica Romana em maio de 1978, por razões não reveladas.
Dois meses depois do anulamento, em 30 de junho de 1978, em uma cerimônia civil em Viena, Áustria, ela casou-se com o príncipe Miguel de Kent, um filho do príncipe Jorge, Duque de Kent e da princesa Marina da Grécia e Dinamarca: o príncipe Miguel é um primo da atual soberana, a rainha Isabel II. Após o casamento, ela assumiu o título de "S.A.R. princesa Miguel de Kent". Com a permissão do papa João Paulo II, foi realizado um casamento em cerimônia católica romana em 29 de junho de 1983, no palácio de Westminster.
Como o decreto de Estabelecimento de 1701 proíbe de suceder ao trono qualquer um que desposar um católico romano ou uma católica romana, o príncipe Miguel de Kent (então 15° na linha de sucessão) perdeu seus direitos de sucessão por causa de seu casamento com Marie-Christine. Entretanto, seus dois filhos retêm seus direitos porque estão em comunhão com a Igreja Anglicana.
O príncipe e a princesa Miguel de Kent têm dois filhos:
- Frederick Windsor, nascido em 6 de abril de 1979
- Gabriella Windsor, nascida em 23 de abril de 1981

## Reputação
A princesa Miguel de Kent recebeu considerável atenção da mídia britânica, especialmente nos primeiros anos de seu casamento. Contudo, alega-se que ela não tem um bom relacionamento com todos os membros da família real, inclusive com a própria rainha.
Suas polêmicas já renderam-lhe a alcunha de Princess Pushy. Há rumores, por exemplo, de que ela disse a uma revista norte-americana de moda que tinha mais sangue azul nas veias do qualquer outra pessoa que entrou para a família real, com a exceção do Duque de Edimburgo. Além disso, é o único membro da realeza britânica que gosta de gatos, tendo um siamês.
Com a chegada de mais membros, tais como lady Diana Spencer ou Sara Ferguson, ela deixou de atrair tanta atenção de revistas de celebridades. Entretanto, em maio de 2004, a princesa voltou às notícias quando um grupo de clientes negros, em um restaurante de Nova York, disse que ela falara para eles "voltarem para as colônias". Ela nega que tenha dito isso e que seja racista. Mais tarde, chamou-os de "bando de rappers".
Em setembro de 2005, ela apareceu de novo nos jornais, depois que um repórter do News of the World disse que a princesa Michael insultara Diana, princesa de Gales.[carece de fontes?]
Em abril de 2006, foi fotografada em Veneza, ao lado do milionário russo Mikhail Kravchenko, um homem vinte e um anos mais novo do que ela. A princesa e Kravchenko foram vistos de mãos dadas e passeando em uma gôndola. Ela negou que estava tendo um caso, salientando que seu casamento com seu marido estava "muito forte", e disse ao Daily Mail que eram apenas amigos com interesses em negócios.
Em nova controvérsia, em outubro de 2006, ela falou que seus filho eram academicamente "brilhantes", com os melhores diplomas universitários da família real.
A última notícia polêmica da princesa Miguel de Kent envolveu o uso de um broche considerado "racista". A jóia, com o busto de uma mulher negra, que enfatizava a escravatura, foi usada durante um jantar promovido pela Rainha Elizabeth no final de 2017. Na época, a Casa Real estava preocupada com os comentários racistas em torno de Megan Markle, cujo namoro com o Príncipe Harry havia se tornado público um ano antes.

## Residências
Em 2005, o príncipe e a princesa Miguel de Kent colocaram à venda sua propriedade rural de 20 acres, Nether Lypiatt Manor, situada próxima ao distrito de Stroud em Gloucestershire. Eles viviam em Nether Lypiatt desde 1980, quando compraram a mansão por 300 mil libras esterlinas. No ano seguinte, o político Paul, barão Drayson, adquiriu Nether Lypiatt por 5,75 milhões de libras esterlinas.[carece de fontes?]
Em dezembro de 2002, a rainha Isabel II concordou em pagar, por um período de sete anos, o aluguel anual de 120 mil libras esterlinas do apartamento ocupado pelos Kent no Palácio de Kensington. O pagamento é, de acordo com o Palácio de Buckingham, um "reconhecimento do trabalho não-pago do príncipe e da princesa Miguel de Kent", já que ambos não têm deveres reais. Anteriormente, eles só pagavam uma quantia nominal, o que gerou muito criticismo entre membros da Câmara dos Comuns. A partir de 2010, o casal terá que pagar com o dinheiro do próprio bolso o aluguel do apartamento em que residem desde 1979.

## Livros
- Crowned in a Far Country: Portraits of eight royal brides (1986) ISBN 0-297-79010-2
- Cupid and the King (1991) ISBN 0-002-23911-6
- The Serpent and The Moon: two rivals for the love of a Renaissance king (2004) ISBN 0-743-25104-0

## Títulos, estilos, honras e brasão

Royal monogram

- 6 February 2022: Medalha do Jubileu de Platina da Rainha Elizabeth II

- 6 February 2012: Medalha do Jubileu de Diamante da Rainha Elizabeth II[9]

- 6 February 2002: Medalha do Jubileu de Ouro da Rainha Elizabeth II

Estrangeiro
- Dama Grã-Cruz de Honra e Devoção da Ordem Soberana e Militar de Malta[10][11] (September 2010)
- Dama da Ordem da Bem-Aventurada Virgem Maria da Misericórdia[10][12]
- Áustria-Hungria Casa de Habsburgo:  Dama da Ordem da Cruz Estrelada[10][12]
- Casa de Bourbon-Duas Sicílias (Ramo Castro):  Dama Grã-Cruz da Justiça da Sagrada Ordem Militar Constantiniana de São Jorge das Duas Sicílias (GCJCO)[13]

Outros
- Honorary Freeman of the Worshipful Company of Gardeners[10]
- Honorary Freeman of the Worshipful Company of Weavers[10]
- Honorary Freeman of the Worshipful Company of Goldsmiths[10]

Armas da princesa Michael de Kent

- 15 de janeiro de 1945 - 14 de setembro de 1971: Baronesa Marie Christine von Reibnitz
- 14 de setembro de 1971 - 1977: Baronesa Marie Christine von Reibnitz, Sra. Thomas Troubridge
- 1977 - 30 de junho de 1978: Baronesa Marie Christine von Reibnitz
- 30 de junho de 1978 - presente: Sua Alteza Real Princesa Miguel de Kent.